# BMW 530 MLE
El BMW 530 MLE (iniciales en inglés para Motorsport Limited Edition, edición limitada Motorsport) es un especial de homologación para las competiciones del Grupo 1 de turismos de Sudáfrica (conocido localmente como "Automóviles de Producción Modificados", con 227 automóviles producidos, de las cuales, 100 era el número mínimo obligatorio para competir, se produjeron 110 unidades en la especificación Type 1 durante 1976 y las 117 restantes en la especificación Type 2 durante 1977. El motor es un M30B30 de 3.0 L que produce 132 kW (177 bhp) a 6000 rpm. Se tomaron medidas significativas de reducción de peso, incluidos paneles de carrocería hechos de aluminio o acero más delgado.

## Historia
BMW tiene una larga historia en Sudáfrica, ya que en 1973 abrió la planta de Rosslyn, al norte de Johannesburgo. Su importancia histórica se debe a que es la primera planta de la compañía bávara fuera de Alemania. La primera generación de la Serie 5 producida localmente fue la base para la creación del 530 MLE. Este es el primer modelo de BMW en llevar la M (de Motorsport), 2 años antes de la creación del M1. Las iniciales MLE significan Motorsport Limited Edition, puesto que se creó para homologar un automóvil de carreras en el Grupo 1 del Campeonato de Sudáfrica de Turismos (Star Modified Production Series). Todas las unidades se vendieron en color blanco, sin embargo, algunos venían equipados con aditamentos aerodinámicos necesarios para la competición, como el parachoques delantero y los pasos de rueda más anchos, extraídos del 2002 Turbo, en su desarrollo participaron los hermanos Schnitzer (antes de fundar la empresa que lleva su apellido) tomando como base el 525, que originalmente tenía un motor M30B25V de 2.5 litros. La transmisión consistía en una caja de cambios manual Getrag de 5 velocidades, unida al eje trasero mediante un diferencial de deslizamiento limitado y funcionamiento mecánico.
La carrocería empleaba paneles mucho más finos y la pintura tenía menos capas, para reducir el peso todo lo posible, incluso algunos paneles iban perforados y otros se fabricaban con aluminio. Las llantas las suministraba Mahle, con 14 pulgadas y calzadas con gomas de 195 milímetros de ancho y los asientos eran obra de Scheel, mucho más ligeros, al igual que la banqueta trasera, que únicamente estaba rellena de espuma.

## Éxitos en competición
El 530 MLE fue inmediatamente exitoso, ganando las 15 carreras en total durante su primera temporada en el Campeonato Sudafricano de Turismos, también dominaron la serie durante los siguientes 3 años, y finalmente, permanecieron competitivos hasta 1985.

## Restauración
Después de buscar ejemplares del 530 MLE durante años, BMW Sudáfrica ha comprado algunas de las pocas unidades conservadas y en el año 2020 se restauró por completo la unidad número 100 (número de chasis 770100) que perteneció a Peter Kaye-Eddie, piloto y director del equipo de competición que corrió con estos coches, con ayuda de algunos de los antiguos empleados que trabajaron en la línea de producción y conocen bien el modelo.